# Đặc vụ "gà mờ" (phim)
Đặc vụ "gà mờ" (tựa gốc: Ratchet & Clank) là một phim hoạt hình máy tính hành động hài hước 3D của Mỹ năm 2016 dựa trên tựa video game cùng tên. Phim có sự tham gia lồng tiếng của James Arnold Taylor, David Kaye, Paul Giamatti, John Goodman, Bella Thorne, Rosario Dawson và Sylvester Stallone.